# Sasal
Sasal ist ein spanischer Ort in der Provinz Huesca der Autonomen Gemeinschaft Aragonien. Sasal, im Pyrenäenvorland liegend, gehört zur Gemeinde Sabiñánigo. Der Ort hatte 13 Einwohner im Jahr 2015.

## Geographie
Der Ort liegt etwa drei Straßenkilometer westlich von Sabiñánigo.

## Sehenswürdigkeiten
- Kirche